# 2303 Retsina
2303 Retsina eller 1979 FK är en asteroid i huvudbältet som upptäcktes den 24 mars 1979 av den Schweiziska astronomen Paul Wild vid Observatorium Zimmerwald. Den har fått sitt namn efter det vita vinet Retsina.
Asteroiden har en diameter på ungefär 14 kilometer.